# Evolo Musoni
Evolo Musoni (Cremona, 30 aprile 1911 – ...) è stato un calciatore italiano, di ruolo attaccante.

## Carriera
Giocò con la Cremonese fino al 1935, disputando anche campionati di Serie A e di Divisione Nazionale. Giocò la prima partita con la maglia della Cremonese in Divisione Nazionale il 25 settembre 1927, Cremonese-Lazio (2-0). Esordì nella nuova Serie A a Roma il 17 novembre 1929 nella partita Lazio-Cremonese (6-0).
In seguito militò nel Codogno fino al 1938.

## Palmarès

### Club

#### Competizioni regionali
- Seconda Divisione: 1

Codogno: 1934-1935
- Prima Divisione: 1

Codogno: 1937-1938